# Gint calviceps
Espèce
Synonymes
- Buthus calviceps Pocock, 1900
- Buthacus calviceps (Pocock, 1900)

Gint calviceps est une espèce de scorpions de la famille des Buthidae.

## Distribution
Cette espèce est endémique du Somaliland en Somalie. Elle se rencontre vers Hargeisa.

## Description
Le mâle décrit par Kovařík, Lowe, Just, Awale, Elmi et Šťáhlavský en 2018 mesure 30,85 mm.

## Systématique et taxinomie
Cette espèce a été décrite sous le protonyme Buthus calviceps par Pocock en 1900. Elle est placée dans le genre Buthacus par Vachon en 1948 puis dans le genre Gint par Kovařík, Lowe, Plíšková et Šťáhlavský en 2013.

## Publication originale
- Pocock, 1900 : « On a collection of insects and arachnids made in 1895 and 1897, by Mr C.V.A. Peel, F.Z.S., in Somaliland, with descriptions of new species. 10. General list of the scorpions of Somaliland and the Boran Country. » Proceedings of the Zoological Society of London, vol. 1900, p. 55–63 (texte intégral).